# Alefen
Alefen (El Aleph) är en novellsamling av den argentinske författaren Jorge Luis Borges utgiven 1949.
Jorge Luis Borges berömmelse vilar framför allt på två böcker, den fiktiva essäistiken i samlingarna Ficciones från 1944 och El Aleph från 1949. Den senare samlingen kom ut i svensk översättning i sin helhet först 2011. Här finns bland annat "Zahiren", förmodligen det närmaste Borges kommer en skräcknovell. Titelnovellen Alefen, handlar om en plats i rymden som innehåller alla andra platser – samtidigt.

## Innehåll
Novellerna i boken är följande i upplagorna från 1952 och framåt. De fyra noveller som då lades till har markerats med årtal.
- Den odödlige ("El inmortal")
- Den döde ("El Muerto")
- Teologerna ("Los teólogos")
- Berättelsen om krigaren och fången  ("Historia del guerrero y la cautiva")
- Biografi över Tadeo Isidoro Cruz ("Biografía de Tadeo Isidoro Cruz (1829–1874)")
- Emma Zunz ("Emma Zunz")
- Asterións hus ("La casa de Asterión")
- Den andra döden ("La otra muerte")
- Deutsches Requiem ("Deutsches réquiem")
- Averroës sökande ("La busca de Averroes")
- Zahiren ("El zahir")
- Gudens skrift ("La escritura del Dios")
- Abenjacán el Bojarí, död i sin labyrint ("Abenjacán el Bojarí, muerto en su laberinto"), 1952
- De två kungarna och de två labyrinterna ("Una leyenda arábiga" ("Historia de los dos reyes y los dos laberintos, como nota de Burton") ), 1952
- Väntan ("La espera"), 1952
- Mannen på tröskeln ("El hombre en el umbral"), 1952
- Alefen ("El Aleph")

## Emma Zunz
"Emma Zunz" är en av novellerna I samlingen. Den handlar om flickan med samma namn, som hämnas sin faders död. Den publicerade först i tidskriften Sur, i september 1948.

### Filmatiseringar
Novellen "Emma Zunz" finns i ett antal filmatiseringar:
- Emma Zunz (1993) (Spanien) i regi för tv av Jacquot Benoit.
- Emma Zunz (1985) (Mexico) i regi av Giangiacomo Tabet.
- Emma Zunz (1984) (Nederländerna) i regi av Peter Delpeut.
- Emma Zunz (1979) (Kanada) i regi av Isabel Beveridge.
- Emma Zunz (1966) (Spanien) i regi av Jesús Martínez León.
- Días de odio (1954) (Argentina) i regi av den svenskättade, argentinske regissören Leopoldo Torre Nilsson.